# Каталония
 Тази статия е за автономната област в Испания.  За селото в Егейска Македония, вижте Каталония (дем Катерини).  
Каталония или Каталуния (на испански: Cataluña; на каталонски: Catalunya, на окситански: Catalonha) е автономна област на Испания, намираща се на Пиренейския полуостров. Пълното име е Автономна област Каталония (Comunidad Autónoma de Cataluña на испански, Comunitat Autònoma de Catalunya на каталонски и Comunautat Autonòma de Catalonha на окситански). 
Нейната територия съответства в голямата си част на територията, заемана от някогашното графство Барселона. Официалните езици са три – кастилски испански, каталонски и арански.
Каталония заема площ от 32 108 km² и има население 7 552 596 души (2016). От тях около 15 % са имигранти от други страни. Граничи с областите Арагон и Валенсия, както и с Франция и Андора на север.
Каталония се състои от 4 провинции: Барселона, Херона, Лерида и Тарагона.

## История

### След 1975
След смъртта на Франко през 1975, Каталония възстановява регионалното си правителство Generalitat (което е в изгнание от 1939 след Гражданската война) през 1977, приема испанската конституция от 1978, според която областта получава политическа и културна автономия и през 1979 като останалите испански автономни области приема статут за автономия (Statute of Autonomy of Catalonia of 1979), който е със силата на основен закон.
Според испанската конституция Каталония като автономна област разполага със значителна законодателна и изпълнителна независимост. Върховният орган на властта се нарича Generalitat de Catalunya и се състои от парламент от 135 депутати, избирани на всеки 4 години, президент и Изпълнителен съвет (правителствоо).
В Каталония се провеждат избори по пропорционална система в четири многомандатни избирателни окръга – Барселона (85 места), Таррагона (18), Жирона (17) и Лерида (15). Според резултатите от изборите депутатските места се разпределят пропорционално на гласовете, подадени за списъци от кандидати, като се ползва системата Донт. Например при последните избори от края на 2017 г. дори и при липса на абсолютно мнозинство (47,5 %), партиите, подкрепящи независимостта на Каталония, получават 52 % от местата в Парламента и сформират коалиция на управляващо мнозинство.
Президентите на Каталония от 1979 насам са:
- Жозеп Тараделяс (Josep_Tarradellas) (1979 – 1980),
- Жорди Пужол (Jordi Pujol i Soley) (24 април 1980 – 20 декември 2003),
- Паскуал Марагал (Pasqual Maragall i Mira) (20 декември 2003 – 28 ноември 2006),
- Хосе Монтиля (José Montilla) (28 ноември 2006 – 18 декември 2010),
- Артур Мас (Artur Mas i Gavarró) (18 декември 2010 – 2016).
- Карлес Пучдемон (Carles Puigdemont) (2016 – 2018),
- Ким Тора (Joaquim „Quim“ Torra) (2018 –)[6]

От началото на януари 2006 г. новосформираната полицейска сила Mossos d' Esquadra поема работата по вътрешния ред в град Барселона от националната полиция Policia Nacional (ръководена от Мадрид). Извън града действат освен националната полиция също и локална полиция Policia Local. Типично за новосформираната каталонска полиция е изключителното ползване само на каталонски език, млади кадри и особен символизъм, с който е натоварена, предвид, че е независима от централната власт в Мадрид. Освен гореспоменатите сили за вътрешен ред, в цяла Испания действа и Guardia Civil – формирование, получило негативен имидж при управлението на Франко, днес занимаващо се с особено тежки престъпления, организирани престъпни групи, терористични организации и трафик на хора и наркотици.

### Движение за независимост днес
През 2006 г. са предприети стъпки за разширяване на пълномощията на местното правителство чрез приемане на нов статут Estatuto de Autonomía de 2006, който е подложен на критики от страна на консервативната Народна партия, която отнася проекта до Конституционния съд. През 2010 Конституционният съд анулира някои от членовете (в частност, установяването на автономна каталонска правосъдна система, ново териториално деление, аспекти от финансирането, статута на каталонския език и преди всичко символичното обявяване на каталонците за нация в член първи „Cataluña es una nación“). Това решение се оспорва силно от редица слоеве от каталонското общество и засилва движението за независимост, което от тясно партийна инициатива прераства във всенародно.
На 1 октомври 2017 г. правителството на Каталония провежда референдум, при който гласуването е проведено по спорен начин.  Този референдум е обявен за незаконен на 6 септември 2017 г. и отменен от Конституционния съд на Испания, защото нарушава Испанската конституция от 1978 г.  Впоследствие Европейската комисия потвърждава, че референдумът е бил незаконен. Въпросът, зададен на референдума, е „Искате ли Каталония да стане независима държава под формата на република?“. Над 2 020 000 гласа (91,96%) са „Да“ и около 177 000 са „Не“ при гласоподавателна активност от 43,03%.
След референдума парламентът провъзгласява Каталонска република на 27 октомври, но следват незабавни действия от страна на испанското правителство на Мариано Рахой, в резултат на които актовете на каталонското правителство са обявени за незаконни, управлението на автономната република е поето от централното правителство, а Карлес Пучдемон напуска страната. Към 28 октомври 2017 г. Каталонската република е непризната от международната общност, която продължава да смята областта за част от Кралство Испания.
През декември 2017 са проведени извънредни избори, в които партиите, подкрепящи независимостта на Каталония, получават 52 % от местата в Парламента.

## География
Въпреки малката си територия, географските характеристики на Каталония са изключително разнообразни, вариращи от високите над 3000 метра Пиренеи на север до дългото 580 км средиземноморско крайбрежие.

### Релеф
Релефът на Каталония се състои от три основни морфоструктурни единици – Пиренеите на север, които отделят Пиренейския полуостров от останалата част на Европа, Средиземноморската каталанска система или Каталански крайбрежни планини – група отделни планини и възвишения, които следват крайбрежието, и Централната депресия по средата, която до голяма степен съвпада с източната част на долината на река Ебро.
Каталонските Пиренеи обхващат половината испанска част на веригата или повече от 200 км. Те се поделят на основна верига и Предпиренеи. Последните представляват паралелна система от планини на юг от основната верига, които са с по-малка височина и различен геоложки произход. Западната част от Пиренеите е с по-голяма средна надморска височина от източните дялове. Най-високата точка на областта е Пика д'Естатс с 3143 м. Следват Пиг Педрос и Пигмал – съответно 2914 и 2910 м, всичките разположени на границата с Франция. От планините в Предпиринеите най-високи са Сиера дел Кади с 2648 м и Педрафорка с 2497 м.
Средиземноморската каталанска система се състои от две основни паралелни части с ориентация североизток-югоизток. Те са Крайбрежната планинска верига (покрай морето) и Предкрайбрежната планинска верига (към вътрешността). Крайбрежната верига е по-малка по площ и е значително по-ниска (Сиера дел Монтенегре – 773 м), докато Предкрайбрежната верига е по-обширна и по-висока (Туро де л'Оме – 1706 м). Системата включва и редица депресии, по-важни от които са Крайбрежната и Предкрайбрежната. Първата се намира на брега на Средиземно море, а втората разделя двете основни вериги. На североизток системата се свързва с Пиренеите и Предпиринеите като в комарката Ла Гаротса се образува зона с изгаснали вулкани.
Централната каталанска депресия се намира между Предпиренеите и Предкрайбрежната планинска система. На тази територия са разположени комарките в южната част на провинция Лерида и централната част на провинция Барселона. Надморската височина варира от 200 до 600 метра от запад на изток. Това е плодородна селскостопанска зона с множество канали и висока производителност.

### Климат
За крайбрежните гъсто населени райони на провинциите Барселона, Херона и Тарагона е характерен типичен средиземноморски климат. Вътрешността, включваща Лерида и централните части на Барселона, се характеризира с континентален средиземноморски климат. Климатът в Пиренеите е планински и алпийски по най-високите дялове.
В средиземноморската зона лятото е сухо, топло с влажни бризове и максимална температура около 30 °C. Лятото е най-дъждовният сезон в пиренейските долини, характеризиращо се с чести бури. Зимата варира от хладна до студена в зависимост от региона. В Пиренеите често вали сняг, както и във вътрешността, а понякога снежна покривка се образува дори по крайбрежието. В средиземноморската зона най-много валежи падат през пролетта и есента.
Вътрешността на Каталония е по-гореща и суха през лятото. Температурите достигат 35 дори 40 °C. Нощта е по-хладна в сравнение с крайбрежието с температура между 14 и 16 °C. Мъглите са сравнително често явление в равнините и долините.

## Стопанство
Областта е първа по общ БВП и трета по БВП на човек от населението в Испания след Мадрид и Навара и е един от най-високоиндустриализираните райони в страната и Европа.
Селското стопанство е силно механизирано и високоефективно. Отглеждат се пшеница, ориз (делтата на река Ебро), плодове, зеленчуци, корков дъб. Каталония е най-големият производител на шампанско в света след Франция. Става въпрос за газираното вино Cava, което се пие предимно около коледните празници. Животновъдството е също добре развито – едър рогат добитък и овце се отглеждат най-вече в Пиренеите на север, а свине в равнинните и хълмистите райони на юг.
В Каталония са разположени две атомни централи: Аско (на каталонски: Central Nuclear d'Ascó) (2060 MW) и Ванделос (1570 MW), и двете в провинция Тарагона. Има три ТЕЦа с мощност над 1000 MW и няколко по-малки, както и десетки важни ВЕЦ, разположени по пълноводните реки, които извират от Пиренеите, като Сегре, Ногера Рибагорсана и Ногера Палареса, както и по река Ебро. Машиностроенето е добре развито. Произвеждат се автомобили (СЕАТ в Марторел, Нисан в Барселона), мотоциклети, компютри, техника, електроника, кораби. Съществуват стотици заводи, които произвеждат различни компоненти за автомобилостроителната промишленост. Химическата промишленост е с най-голям обем в Испания, а областта е и европейски център на химическа промишленост с най-важни заводи, разположени в Тарагона, Барселона, Реус, Оспиталет де Льобрегат, Сабадел, Тераса, Херона и други. В Тарагона се намира един от най-големите нефтопреработвателни комбинати в Испания. Каталония е и най-големият производител на текстил в страната с центрове Барселона и околните градове Херона, Олот, Вик, Лерида. Хранително-вкусовата промишленост е развита повсеместно.
Транспортът е отлично развит – над 1200 км автомагистрали, голяма гъстота на железопътните линии, три международни летища. Пристанището на Барселона е най-голямото на Средиземно море.

## Култура
Каталония притежава изключително богато културно наследство. Най-изтъкнати представители са виолончелистът Пау Казалс и скулпторът и архитект Антонио Гауди.
Салвадор Дали е живял в град Фигерас в Северна Каталония. Пабло Пикасо прекарва детските си години в достолепна къща в стария град на Барселона, днес музей.
Хуан Миро също е каталонец и на главната улица в Барселона Ла Рамбла (La Rambla), до Японската къща, е подредил в свой стил разноцветни павета по алеята за разходки. Днес повечето туристи прегазват творението му без да го забележат.

## Градове
С население над 1 000 000 души:
- Барселона

С население от 100 000 до 1 000 000 души:
- Тарагона
- Оспиталет де Льобрегат
- Бадалона
- Тераса
- Сабадел
- Матаро
- Реус
- Лерида

С население до 100 000 души:
- Жирона
- Рипол
- Вик
- Олот
- Фигерас

## Знаме
Каталонското знаме представлява четири червени линии на жълт фон. От историческа гледна точка символиката е свързана с Реконкистата – борбата на Испания срещу ислямското владичество, която е продължила около 700 години.
В тази борба се откроява като легендарна личност Сан Хорхе (San Jorge – Свети Георги). Легендата гласи, че в края на победоносната битка, Сан Хорхе избърсал окървавената си ръка върху златния си щит, при което върху щита останали четири червени кървави следи от пръстите му. От там и произтича легендата за символиката на каталунското знаме – четири червени линии върху жълт фон.

## Кухня
Като типично ястие може да се изтъкне calcots (калчо̀тс) – снопчета лук от рода на праз лук, но с по-малък размер, печен на открит огън. Обгорялата му външна част се „събува“ като чорап, откъдето идва и името на ястието (от кат. calcot – чорап). Ястието се завършва от приготвянето на специални сосове, в които се потапя задушеният лук. Калчотс не е самото ястие, а цялостното преживяване по приготвянето му с приятели сред природата. И, разбира се, добро вино.
Друг разпространен деликатес е охлювът (caracol). Консумира се в различни блюда – супи, печен с подправки и др. Символ на град Лерида (Лейда) е именно охлювът.